# Makrootoczenie
Makrootoczenie (otoczenie ogólne lub otoczenie dalsze przedsiębiorstwa) – ogół warunków działania przedsiębiorstwa w danym państwie, regionie geograficznym, strefie klimatycznej, układzie politycznym itd. Przedsiębiorstwo nie może ich zmieniać, może jedynie się do nich dostosować. Na makrootoczenie składają się:
- otoczenie ekonomiczne wyznaczone przez kondycję gospodarki krajowej, regionalnej, światowej,
- otoczenie demograficzne, wynikające ze zmian w populacji danego społeczeństwa,
- otoczenie prawne, wynikające z przepisów prawa,
- otoczenie międzynarodowe, wynikające z uwarunkowań międzynarodowych (np. cena ropy naftowej),
- otoczenie społeczne wynikające z panującej mody, stylu życia lub zwyczajów i kultury panującej na danym obszarze,
- otoczenie technologiczne, wynikające z poziomu rozwoju technicznego i technologicznego.

Do sposobów badania makrootoczenia zalicza się:
- ekstrapolację trendów
- analizę luki strategicznej
- metodę scenariuszową
- metodę delficką